# 15604 Fruits
15604 Fruits este un asteroid din centura principală de asteroizi.

## Descriere
15604 Fruits este un asteroid din centura principală de asteroizi. A fost descoperit pe 7 aprilie 2000 la Socorro, New Mexico, în cadrul proiectului LINEAR. Asteroidul prezintă o orbită caracterizată de o semiaxă mare de 2,27 ua, o excentricitate de 0,18 și o înclinație de 8,7° în raport cu ecliptica.